# Infiniti QX50
Infiniti QX50 (в Японии: Nissan Skyline Crossover) — компактный кроссовер японского производителя Infiniti. Впервые появился в 2007 году, с 2017 производится второе поколение.

## Первое поколение

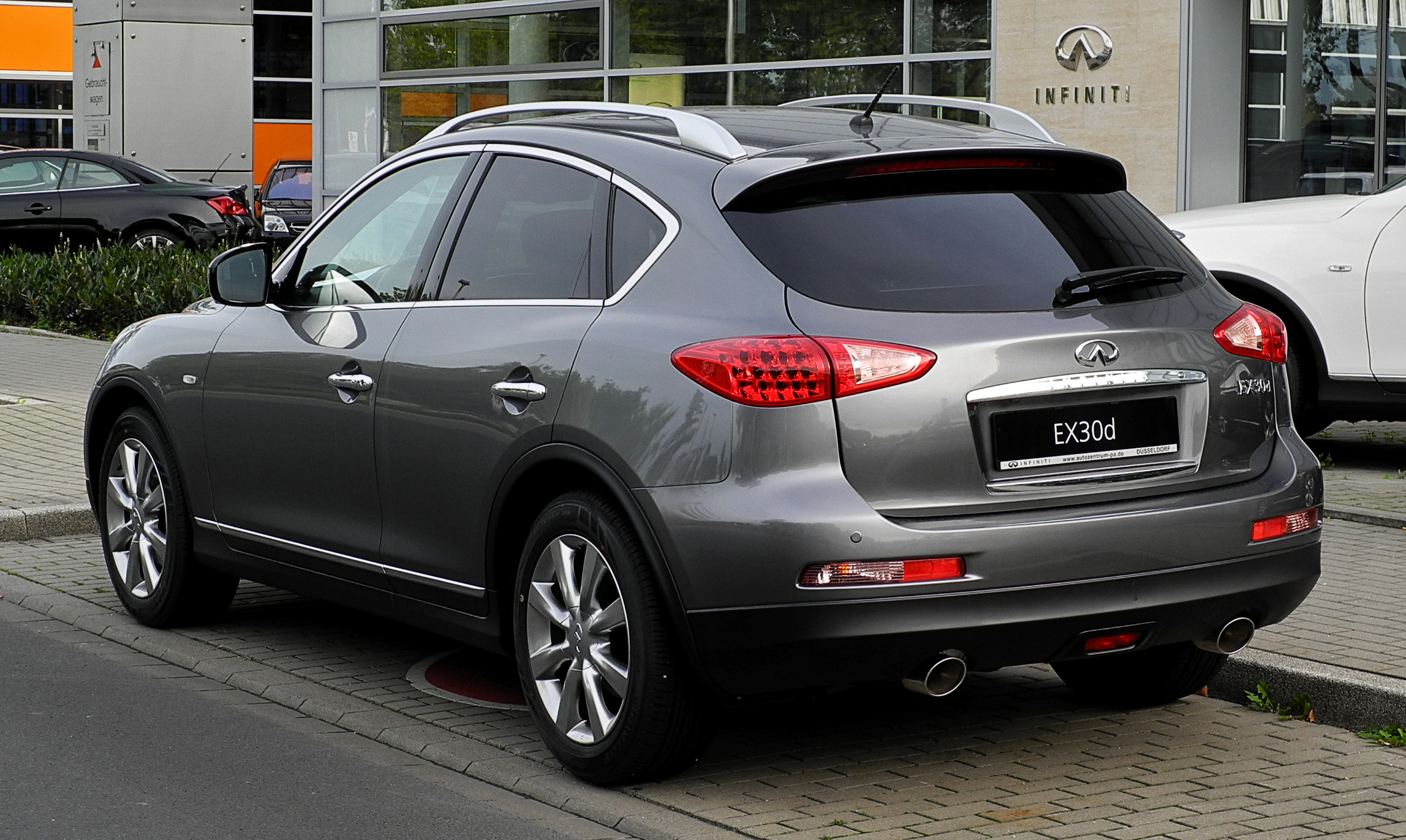
Вид сзади

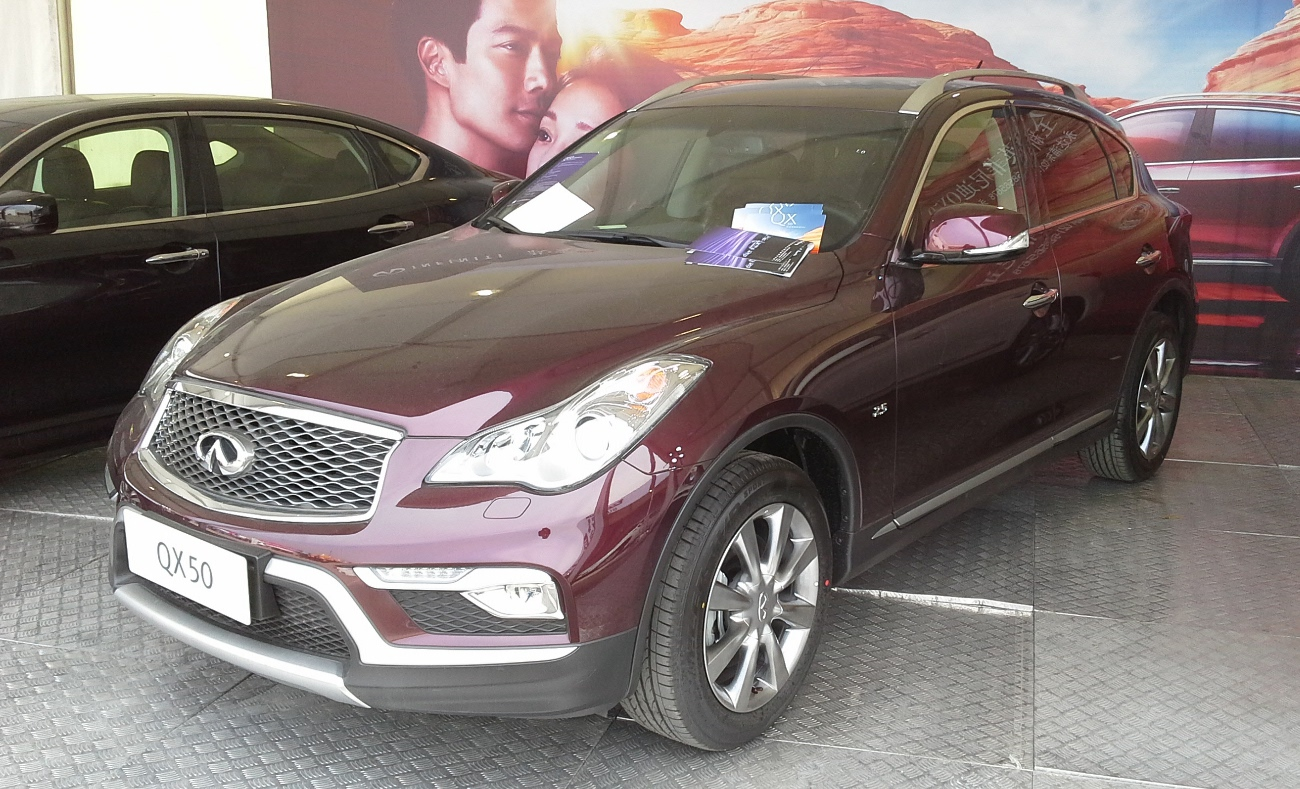
QX50 после рестайлинга

Весной 2007 года на автосалоне в Нью-Йорке был представлен концепт Infiniti EX. Он не сильно отличался от серийной модели, даже комплектовался тем-же V6 двигателем, что и серийный кроссовер. Серийная модель была показана на Pebble Beach Concours d'Elegance в Калифорнии, а затем в Сеуле на олимпийском стадионе Чамшиль.
Infiniti EX стал доступен для североамериканского рынка в декабре 2007 года, продажи в Европе и России начались осенью 2008 года. В 2013 году американская модификация EX35 была снята с продаж, вместо неё на американском рынке производилась европейская версия EX37. Через несколько месяцев автомобиль был переименован в Infiniti QX50, как и весь модельный ряд Infiniti. Кроссовер с новым названием был представлен на автосалоне в Нанкине.
В 2014 году QX50 прошёл рестайлинг. Автомобиль стал длиннее на 80 мм, был изменён бампер, поставлена новая решётка радиатора и фары. Стала опционально доступна панорамная крыша. Была изменена гамма двигателей. Обновлённый автомобиль представлен на автосалоне в Гуанчжоу, а спустя год на автосалоне в Нью-Йорке представлена обновлённая модель для американского рынка.
Автомобиль комплектуется семиступенчатой автоматической коробкой передач, с задним или полным приводом. Имеет платформу Nissan FX — такую же, как Nissan 350Z и Infiniti G, Infiniti M и Infiniti FX. Имеет две версии: одна для североамериканского рынка (EX35), другая для европейского рынка (EX37). В 2010 году он получил дизельный двигатель для Европы. Infiniti EX оснащен двигателями V6 трех видов:
- ЕХ25: V6 2,5 л 222 л.с.
- EX35: V6 3,5 л 297 л.с. Для Северной Америки.
- EX37: V6 3,7 л 320 л.с. Для Европы.

Модификация EX25 была представлена на автосалоне в Пекине в 2010 году. Доступны с семиступенчатой автоматической коробкой передач (для Северной Америки). С 2010 года, EX30d также доступна с дизельным двигателем 3.0d L V6 238 л. с. Этот двигатель стал первым дизельным двигателем за всю историю Infiniti.

### Nissan Skyline Crossover

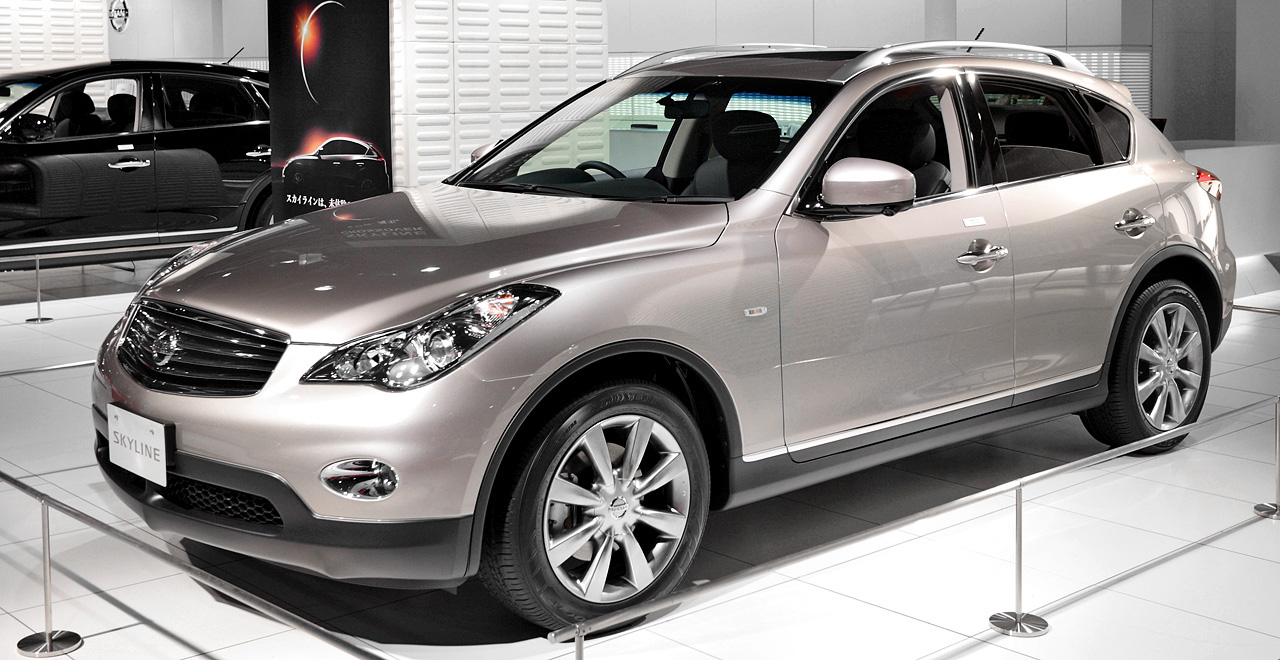
Nissan Skyline Crossover

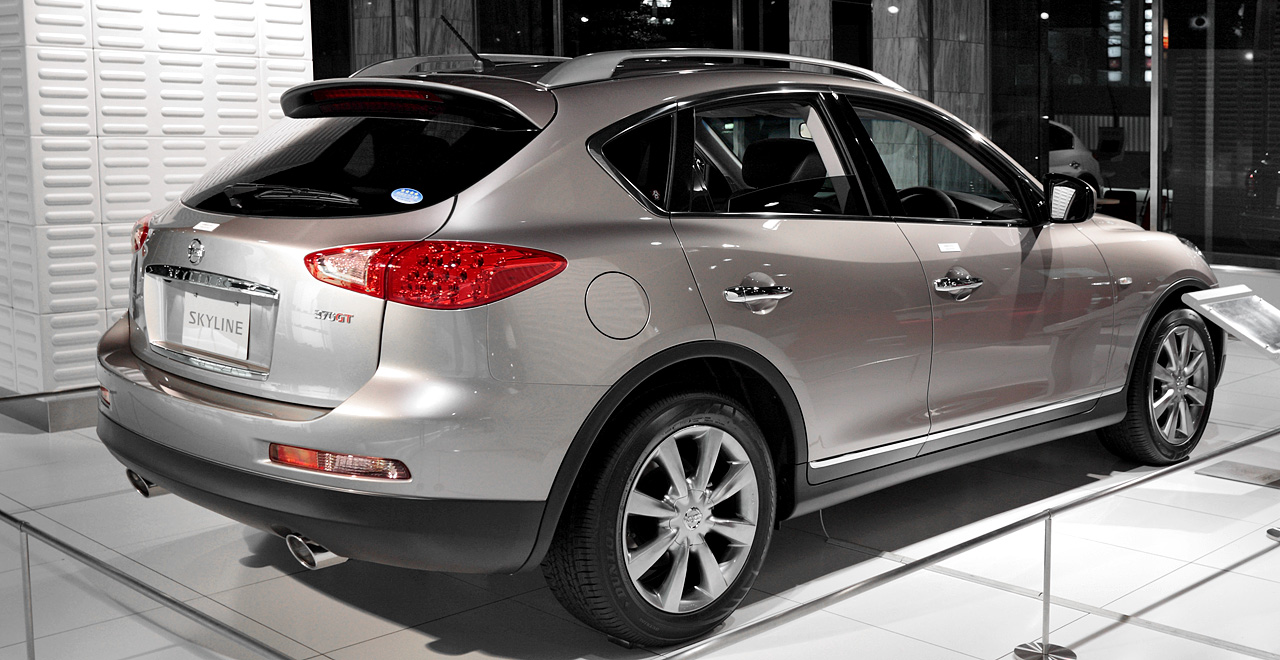
Вид сзади

В Японии EX37 был известен как Nissan Skyline Crossover. Skyline Crossover был показан в апреле 2009 года на мотор-шоу Nissan Galleries сначала только в сером цвете, а затем во всех семи вариантах окраски. Продажи японского кроссовера начались 13 июля 2009 года. Модель предлагалась в двух вариантах: 370GT (Type P) и 370GT FOUR (Type P). На модели 370GT FOUR (Type P) установлен постоянный полный привод, а на 370GT (Type P) установлен задний. На обеих моделях стоят 18" диски. Также существует 3 вида салона: чёрный, чёрный с коричневым деревом и красный с коричневым деревом. Skyline Crossover комплектовался бензиновым двигателем VQ37VHR объёмом 3,7 л мощностью 243 кВт (325 л.с), а также 7-ступенчатой автоматической коробкой передач.
В 2010 году Skyline Crossover прошёл обновление. В изменениях всего лишь новые цвета кузова. В продажу обновлённый кроссовер поступил 15 ноября 2010 года. В 2012 году автомобиль снова прошёл обновление. Круиз-контроль, а также некоторые другие опции стали стандартными. В продажу поступил 25 октября 2012 года. Последнее обновление произошло в 2014 году. Панорамная крыша и рейлинги также стали стандартными опциями. В продажу поступил 22 июля 2014. Производство Skyline Crossover было прекращено в 2017 году в связи с выпуском следующего поколения Nissan Skyline, а также следующим поколением Infiniti QX50.

### Продажи в США
| Год              | Продажи | Рост/падение       |
| ---------------- | ------- | ------------------ |
| 2007 (1 месяц)   | 305     | -                  |
| 2008             | 12 873  | 4120,7 %           |
| 2009             | 7 950   | -38,2 %            |
| 2010 (8 месяцев) | 5 106   | -3,6 % (8 месяцев) |
| Всего            | 26 235  |                    |

NB: EX был запущен в декабре 2007 года.

## Второе поколение
Второе поколение модели Infiniti QX50 официально представили на автосалоне в Лос-Анджелесе в ноябре 2017 года.

### Infiniti QX55
Модификация модели в стиле «купе-кроссовер», поступила в продажу в 2021 году. Позиционируется компанией как «духовный преемник» модели FX (QX70).

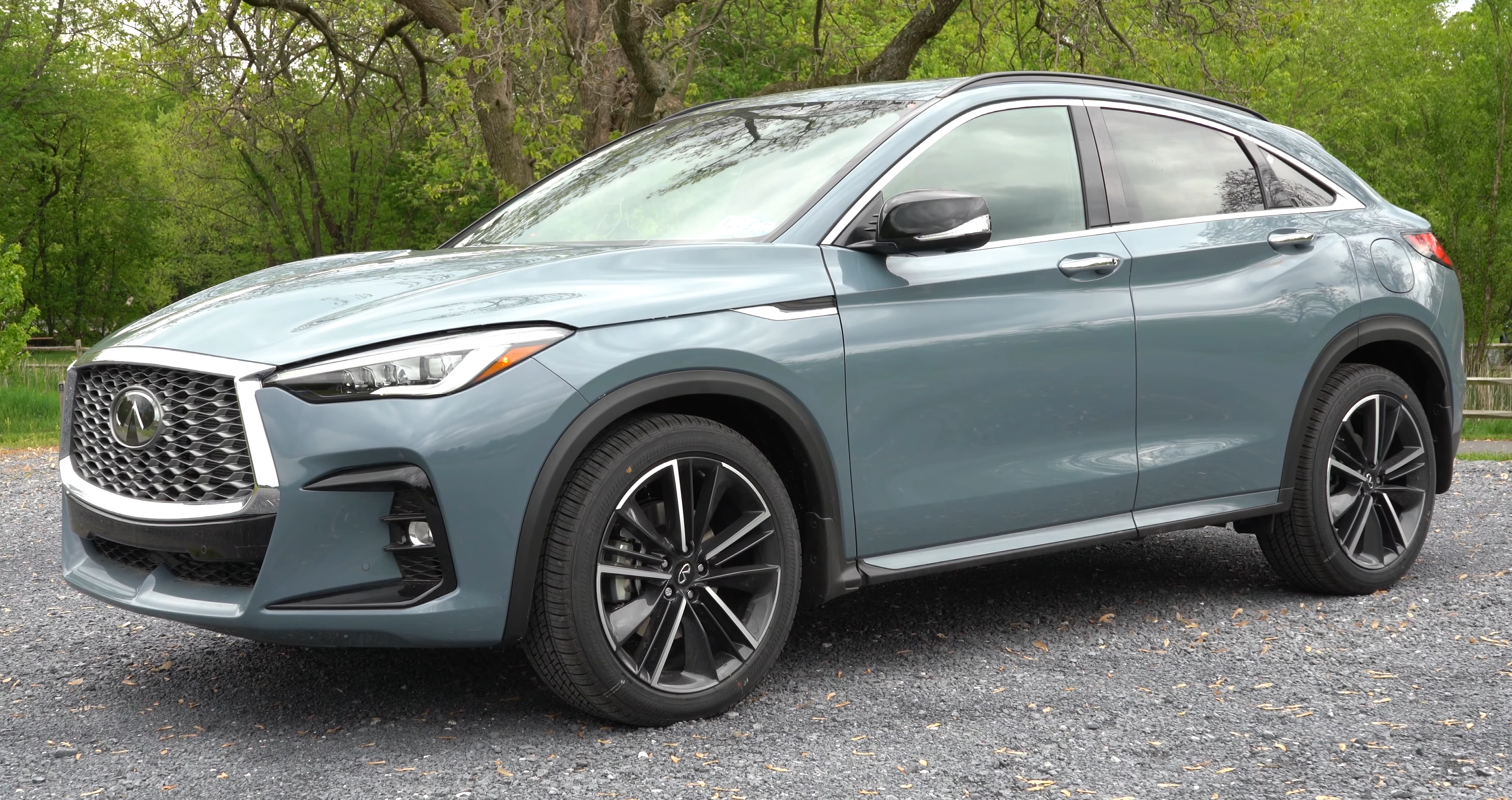
Infiniti QX55
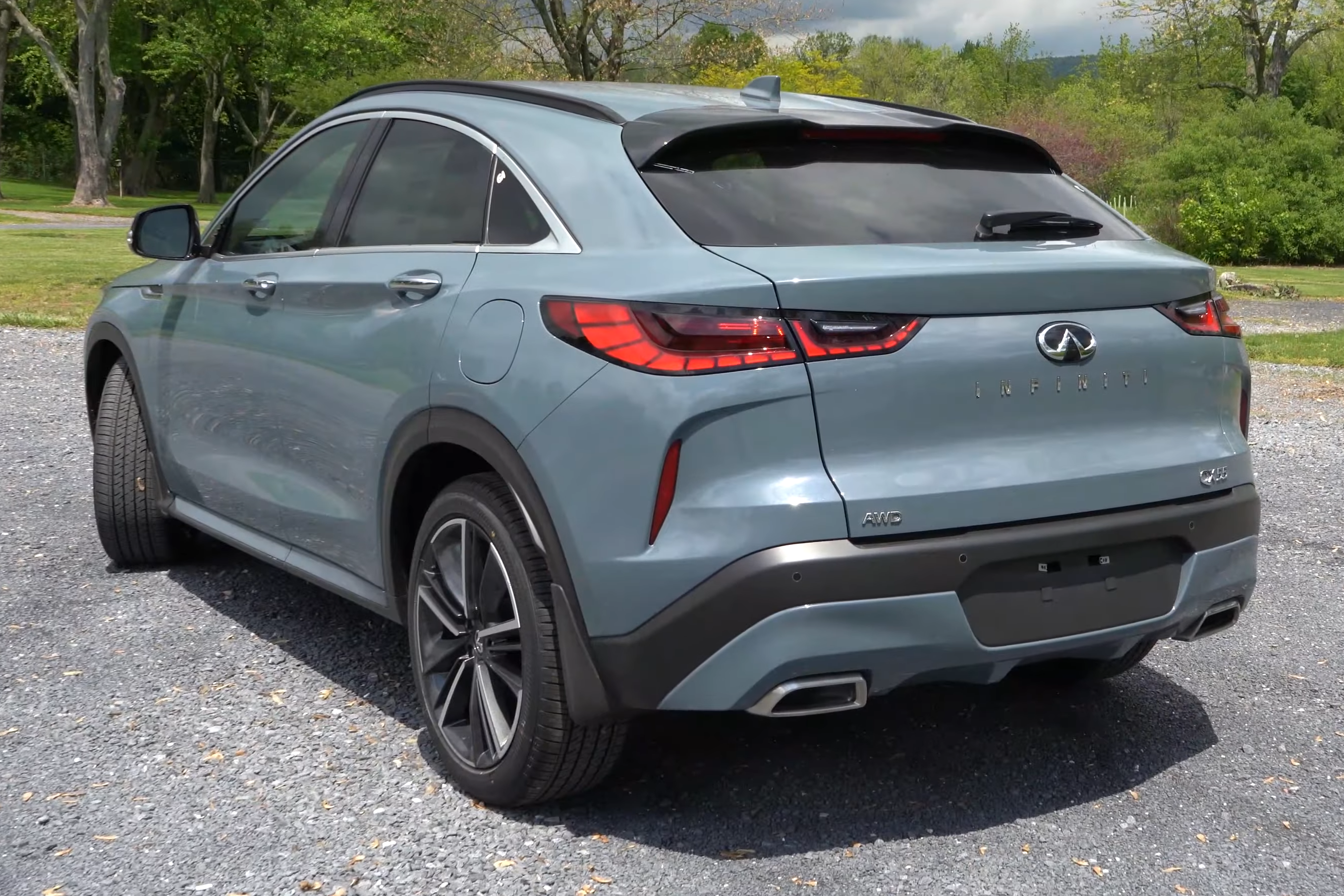
Сзади

## Продажи в России
| Год  | Infiniti EX, шт. | Infiniti QX50, шт. |
| ---- | ---------------- | ------------------ |
| 2010 | 487              | —                  |
| 2011 | 895              | —                  |
| 2012 | 1592             | —                  |
| 2013 | 1412             | —                  |
| 2014 | —                | 1645               |
| 2015 | —                | 923                |
| 2016 | —                | 969                |
| 2017 | —                | 1372               |
| 2018 | —                | 1275               |
| 2019 | —                | 1333               |
| 2020 | —                | 926                |